# مسشتيتن
مس اشتتن (بالألمانية: Meßstetten) هي بلدة ألمانية ومدينة تقع في ألمانيا في بادن-فورتمبيرغ. يقدر عدد سكانها بـ 10,824 نسمة .

## المدن التوأمة
مدن Savigné-sur-Lathan وLuynes هي مدن توأمة لـمس اشتتن.